# Вольфрам фон Ріхтгофен
Вольфрам фон Ріхтгофен (нім. Wolfram Freiherr von Richthofen; нар. 10 жовтня 1895, Гут-Барцдорф, біля Штрегоу — пом. 12 липня 1945, Бад-Ішль) — німецький воєначальник часів Третього Рейху, генерал-фельдмаршал Люфтваффе (1943). Кавалер Лицарського хреста Залізного хреста з Дубовим листям (1941). Командував повітряними флотами ВПС.
Народившись в 1895 році в аристократичній прусській сім'ї, Вольфрам виріс в багатому середовищі. У віці 18 років відразу після закінчення школи приєднався до німецької армії. З початком Першої світової війни він воював на Західному та Східному фронтах. Родина фон Ріхтгофенів мала кілька славетних особистостей, які прославилися в битвах Першої світової війни. Його кузени, чотириюрідні брати Лотар і Манфред фон Ріхтгофени, стали льотчиками-асами. Манфред, знаний як Червоний Барон, був найрезультативнішим військовим асом війни з 80 перемогами. Вольфрам здобув вісім повітряних перемог до перемир'я в листопаді 1918 року.
Після війни Ріхтгофен звільнився з лав Збройних сил й повернувся до цивільного життя. Якийсь час навчався в університеті, вивчаючи інженерну справу, згодом повернувся до рейхсверу, німецьких збройних сил в епоху Веймарської республіки. 1933 року Адольф Гітлер і нацистська партія захопила владу в Німеччині, й рейхсвер був перетворений на Вермахт. Вольфрам фон Ріхтгофен приєднався до нового виду збройних сил — Люфтваффе. Служив у складі Легіону Кондор, який підтримувала фалангістів у громадянській війні в Іспанії. За цей час, він визнав необхідність безпосередньої авіаційної підтримки у військових операціях. Активно боровся за прийняття на озброєння пікіруючого бомбардувальника, зокрема, Юнкерса Ju 87 «Штука». Наполягав на удосконаленні управління військовою авіацією з землі, використовуючи власний досвід в Іспанії та Польщі. Створення ефективної системи управління «повітря-земля», і потужна концентрація пікіруючих бомбардувальників призвело до особистого успіху для фон Ріхтгофена в першій половині війни.
З початком Другої світової війни він командував спеціалізованим авіаційним об'єднанням штурмової авіації — 8-м повітряним корпусом (нім. Fliegerkorps VIII), яке спочатку діяло як невелике формування в Польській кампанії, а згодом перетворилося на повноцінний авіаційний корпус в кампаніях в Західній Європі. Ефективність його частини виявилися вирішальною в певні моменти у Французькій кампанії. 23 травня 1940 року Вольфрам фон Ріхтгофен був нагороджений Лицарським хрестом за бойові заслуги в ході бойових дій. Продовжував діяти в передових порядках під час битви за Британії і під час Балканської кампанії в 1940 і 1941 роках.
Однак найбільшого успіху фон Ріхтгофен досяг на Східному фронті. Зокрема, він домігся помітних успіхів у Кримській кампанії в 1942 році. Після битві під Сталінградом був переведений на Середземноморський театр воєнних дій, де очолив ВПС в Італійській кампанії.
Вольфрам фон Ріхтгофен залишався на дійсній військовій службі до кінця 1944 року, коли він був відправлений у відставку за станом здоров'я. У травні 1945 року незабаром після капітуляції Німеччини він був узятий в полон американськими військами, але 12 липня 1945 року помер в полоні від пухлини мозку.

## Біографія

### Молоді роки
Вольфрам фон Ріхтгофен народився 10 жовтня 1895 року в маєтку славетної аристократичної родини Ріхтгофенов Гут-Барцдорф (Gut Barzdorf), неподалік від Штрегоу, Нижня Сілезія. Його батько, барон Вольфрам фрейхерр фон Ріхтгофен (1856–1922), та мати, Тереза Гетц фон Оленхасен (1862–1948) належали до Сілезького дворянства, родовід їхньої сім'ї вів свої коріння від дворян, що отримали ці титули ще за 350 років до народження Вольфрама.
Фон Ріхтгофен був другою дитиною в родині і старшим сином із чотирьох дітей. Його старша сестра, Софі-Тереза народилася в 1891 році (померла в 1971 році). Його брат Манфред народився в 1898 році, а Герхард в 1902 році. Вольфрам доводився чотириюріднім братом найславетнішому німецькому асу Першої світової війни Манфреду фон Ріхтгофену, відомому як «Червоний барон», й молодшому братові барона Лотару фон Ріхтгофену. Як син достойних представників благородного стану, молодший Вольфрам із самого дитинства насолоджувався привілеями життя. Шляхетний статус сім'ї сходив до 1500-х, і вже у 1700-ті роки Ріхтгофенам належало 16 маєтків в Нижній Сілезії. Коли Фрідріх Великий приєднав Сілезію до Пруссії в 1740 році, він особисто надав титул барона (фрейхерра), одному з предків Ріхтгофена. Протягом наступних трьох поколінь сім'я Ріхтгофенів продовжувала мешкати в Сілезії.
Маєток Гут-Барцдорф, архітектурний комплекс будівель XVIII століття, де провів дитинство Вольфрам фон Ріхтгофен, був лише одним з 25 об'єктів власності Ріхтгофенів в Сілезії, що налічувала 140 км² (35000 акрів) земель. Гут-Барцдорф, вважався відносно скромним й мав тільки 350 гектарів (860 акрів) площі, з яких 269 були орні землі, а решта лісові угіддя. Цікавий факт, що Вольфрам, як старший син не успадкував нерухоме майно. Замість цього, по смерті батька в 1922 році, права власності отримав його молодший брат, Манфред. За кілька років до цього, Вольфрамів дядька генерал кавалерії Манфред фон Ріхтгофен, брат батька, просив Вольфрама успадкувати його майно, щоб утримати це в сім'ї, через те, що сам генерал не мав дітей. Вольфрам успадкував маєток після того, як Манфред юридично усиновив його. Відставний генерал прожив ще досить довго, й помер у 1939 році, встигнувши побачити перемоги свого племінника у громадянській війні в Іспанії та в Польської кампанії.
На відміну від більшості прусських дворян Вольфрам пішов до місцевої академічної гімназії і не мав приватних викладачів на дому. Він відвідував школу в Штрегоу. Молодий студент мав добрі оцінки з математики та німецької мови, але успіхи в іноземних мовах були дуже скоромні. Він вважав вивчення мови нудним, але спромігся вивчити італійську мову і міг відносно грамотно спілкуватися протягом свого подальшого життя.
Військова кар'єра
- 22 березня 1913 — фенрих
- 19 червня 1914 — лейтенант
- 29 лютого 1920 — оберлейтенант (тимчасове)
- 1 листопада 1923 — лейтенант (відновлений в лавах ЗС)
- 31 липня 1925 — оберлейтенант
- 1 лютого 1929 — гауптман
- 1 червня 1934 — майор
- 20 квітня 1936 — оберстлейтенант
- 23 січня 1938 — оберст
- 1 листопада 1938 — генерал-майор
- 19 липня 1940 — генерал авіації
- 1 лютого 1942 — генерал-полковник
- 16 лютого 1943 — генерал-фельдмаршал

У молоді роки Вольфрам фон Ріхтгофен був дуже дружнім зі своїми кузенами, Лотаром і Манфредом фон Ріхтгофенами, з якими проводив багато часу, граючи у маєтку, на відміну від рідних братів, стосунки з якими були складними. До кінця юності він став досвідченим мисливцем і гарним вершником — інтереси, які залишалися з ним до кінця його життя. Якось мірою це вплинуло на його рішення, й він подав офіційну заявку на прийом до лав німецької армії, а не присвятити, як більшість його рідних своє життя академічній кар'єрі.
У 1913 році 18-річний Вольфрам фон Ріхтгофен вступив на військові службу й поступив на офіцерські курси в Берліні. Кіннота була найпрестижнішим родом військ, і він подав заявку на вступ до 4-го гусарського полку, що входив до складу 12-ї кавалерійської бригади 6-го армійського корпусу в Бреслау. Однак, у Вольфрама було небагато часу послужити у мирний час, у серпні 1914 року почалася Перша світова війна.

### Перша світова війна

#### Служба в кінноті
Гусарський полк 12-ї кавалерійської бригаді, у складі якого вступив у війну юний Вольфрам був прикріплений до 5-ї кавалерійської дивізії, яка була підпорядкована 1-му кавалерійському корпусу. Корпус у складі 3-ї німецької армії, брав активнішу учать в нападі на Францію і Бельгію в серпні 1914 року, як частина довоєнного плану Шліффена. Він перетнув річку Маас в Дінан. Надалі брав участь у важких боях проти французького VIII-го кавалерійського корпусу і бився в Бельгії під Намюром 23-24 серпня і біля Сен-Кантен. 5-та кавалерійська дивізія продовжувала успішне просування вглиб Франції після битви на кордонах, але була зупинена в ході першої битви на Марні у вересні 1914 . 21 вересня 1914 року на знак визнання за хоробрість в бою, Вольфрам був нагороджений Залізним хрестом II ступеня.
У листопаді 1914 року кавалерійська дивізія фон Ріхтгофена була перекинута на Східний фронт, до Польщі.
На Східному фронті, кавалерійська дивізія переважно діяла на південному фланзі фронту. Характер боїв мав локальне значення, й німецька армія майже не застосовувала власну кінноту. Дивізія перебувала переважно в резерві. Бригада Ріхтгофена дислокувалася поблизу Пінську, і з кінця 1915 до січня 1917 року брала участь в оборонних операціях у Прип'ятських болотах. Фон Ріхтгофен був командиром кінного навчального загону бригади, а з восени 1916 року і був призначений командиром кавалерійського ескадрону, з 160 вершниками під його командуванням. Молодий барон мріяв про славу, проте на існуючих посадах про це мова не велася. У той час рівень популярності його кузенів Лотара і Манфреда, що служили в Імперській повітряній службі (нім. Luftstreitkräfte), був колосальний. Вони особисто запропонували йому приєднатися до військової авіації й врешті-решт в червні 1917 року він зробив це.

#### Перехід в Імперську повітряну службу
Перед тим, як приєднатися до Імперської повітряної служби, Вольфрам провів відпустку дома в Німеччині, після чого прибув до однієї з найбільших льотних шкіл у Галле — 14-й навчальний повітряний полк. Під час Першої світової війни, німці приділяли більше уваги ретельній та тривалій підготовці своїх пілотів, ніж, наприклад, авіаційні формування Королівського льотного корпусу Великої Британії, і принаймні дорівнювали рівню підготовки льотчиків Франції та США. Протягом 3-х місяців фон Ріхтгофен пройшов повний курс навчання в складі 11-го навчального авіаційного батальйону й 4 квітня 1918 року прибув для подальшого проходження служби до 1-ї авіаційної ескадри (Jagdgeschwader 1 (JG 1) свого четвероюрідного брата Манфреда.
Незабаром, під час першого бойового вильоту Вольфраму, легендарний «Червоний барон» загинув. Після загибелі М. фон Ріхтгофена навесні 1918 року ескадрою командував гауптман Г. Ґерінґ. Вольфрам продовжував службу в авіації й до перемир'я в листопаді 1918 року мав 8 перемог у повітряних боях з противником, проявивши себе, як відважний льотчик-винищувач, заслужив почесне звання — ас (його присвоювали льотчикам, котрі збили від 5 літаків противника).

## Особисте життя
18 вересня 1920 року Вольфрам фон Ріхтгофен одружився з Юттою фон Зельхов (1896–1991) в лютеранській церкві Бреслау (нині м. Вроцлав у Польщі). Вони познайомилися завдяки її брату Гюнтеру. Ютта, як й Вольфрам, належала до Сілезької знаті, і звичайно оберталася в тому ж колі знайомих. За часів світової війни Ютта працювала медсестрою у війну. Молодята жили у квартирі в Ганновері, де Вольфрам подовжив свою академічну кар'єру в інженерній справі. У шлюбі народилися троє дітей: Вольфрам (народився 25 травня 1922 року), Гетц (27 листопада 1925 року) і Елен (15 лютого 1928 року).

## Інтербелум
Після завершення світової війни 29 лютого 1920 року фон Ріхтгофен звільнився з лав Збройних сил й вступив до Технічного університету Ганновера, де вивчав аеронавігаційну інженерію з 1919 по 1922 рік.
1 листопада 1923 року повернувся на військову службу до рейхсверу, служив у комендатурі Берліна. З 1 листопада 1928 року командир роти 5-го автотранспортного батальйону. 11 лютого 1929 року переведений у відділ Т3 Військового управління сухопутних військ. З 8 квітня 1929 р. по 30 вересня 1930 р. перебував (як приватна особа) в Римі, був прикомандирований до німецького посольства, в порушення умов Версальського договору фактично проходячи стажування у Королівських Повітряних силах Італії. З 1 жовтня 1932 року командир роти 6-го автотранспортного батальйону (з 1 травня 1933 року 6-й мобільний зенітний дивізіон).
У 1933 році фон Ріхтгофен вступив до Люфтваффе, яке створював його колишній командир у JG 1 в 1918 році Герман Герінг. До 1934 року він відповідав за розробку і тестування нових літаків в Технічній комісії ПС (Technisches Amt), під загальним керівництвом Ернста Удета. Хоча Ріхтгофен знав Ґерінґа, пропрацювавши під ним у Першій світовій війні в JG 1, вони не могли ужитися разом. Обидва мали аристократичне походження, але фон Ріхтгофен — сілезький аристократ з Нижньої Сілезії, енергійний командир, талановитий і працьовитий штабний офіцер, який відчував себе своїм у компанії інженерів та однодумців. Водночас Герінг був яскравим прикладом баварської аристократії і плейбоєм, що полюбляв розповідати байки про Першу світову війну та історії того часу, коли він був бойовим асом, й не проминав можливості продемонструвати усі атрибути своєї влади. Тому, Герінг віддавав перевагу людям, що були схожі на нього й всіляко сприяв їх кар'єрному зростанню. Через це, він призначив на посаду начальника Технічної Комісії Лютфваффе п'яничку та плейбоя, й більш того баварця Удета, замість більш досвідченого та кваліфікованого фон Ріхтгофена.
Роль фон Ріхтгофена переважно полягала в організації закупівлі новітніх літаків для молодих Люфтваффе. У липні 1932 року фон Ріхтгофен отримав від керівництва рейхсверу значно складніше й серйозніше завдання — розробку та впровадження нового швидкісного бомбардувальника. Тогочасні погляди на характер майбутньої повітряної війни в контексті концепції бліцкригу визначили потребу в сучасних і швидких бомбардувальниках, які б були швидше за винищувачі. Тому, фон Ріхтгофен брав участь в розробці таких типів літаків, як Дорнье Do 23, Хейнкель He 111 і Юнкерс Ju 86. До речі лише He 111 виявився успішним й зробив реальний вплив на хід війни.
На початку 1930-х програма розробки та апробації He 111 була завершена, а програма Дорнье Do 17 пройшла стадії планування, виробництва та удосконалення в 1936-37 роках. Однак, Геринг, як і раніше наполягав на проєктуванні та прийнятті на озброєння нових важких бомбардувальників, які мали б дати Люфтваффе потужний стратегічний потенціал в майбутніх війнах. Фон Ріхтгофен мав значні сумніві про доцільність розробок важких бомбардувальників, і хотів щоб проєктування таких типів літаків, як Дорнье Do 19 було скасоване. Як на біду для Ріхтгофена, на той час, перший начальник Генерального штабу Люфтваффе, Вальтер Вефер, відстоював програми розвитку важких бомбардувальників. Розробка так званої програми «бомбардувальник Уралу» тривала, забираючи значні ресурси та фонди. У той же час, Герінг і Вефер прийшли до висновку, що ним також потрібен винищувач дальнього супроводу, для захисту бомбардувальників під час польотів над Британією та Радянським Союзом, потенційних ворогів Німеччини. Згодом Герінг виступив з керівною пропозицією розробити унікальний бойовий літак, який буде поєднувати в себе якості швидкісного винищувача, бомбардувальника, штурмовика і літака-розвідника. 22 січня 1935 року фон Ріхтгофен за підтримки Вефера виступив із суворою критикою безглуздої ідеї свого начальника й запропонував приступити до розробки військових літаків, виходячи з їх функціонального призначення.
У червні 1936 року генерал авіації Вефер загинув в авіаційній катастрофі. Після його смерті, Герінг і Ернст Удет змістили акцент розробки літаків для Люфтваффе на більш доступні (в матеріальному плані) варіанті бойових літаків. Однак, Удет виступав за масштабне застосування бомбардувальної та штурмової авіації безпосередньої підтримки піхоти на полі бою, таких як пікіруючий бомбардувальник Junkers Ju 87 «Штука», в той час, як Герінг більше підтримував ідею з розвитку середніх бомбардувальників, а ні важких бомбардувальників, як це було раніше. Фон Ріхтгофен суперечив з Удетом й не вірив в його ідеї про бомбометання з пікірування. Це йшло врозріз з фундаментальними бажання Вольфрама фон Ріхтгофена прийняти на озброєння літаки, які можливо поставити на потоки масового виробництва і що будуть призначені для досягнення успіху під час виконання спеціалізованих завдань.
Фон Ріхтгофен вперто протистояв ідеям, що панували в Люфтваффе, створити єдиний багатоцільовий літак, який буде виконувати завдання виходячи з його компонування, й наполягав на тому, що розробка та застосування військової авіації повинні вестися, виходячи із завдань, котрі на неї покладатимуся. Усупереч цьому, Удет використав увесь свій вплив та зв'язки, просуваючи проєкт багатоцільового літака Месершміт Bf 110 та швидкісного бомбардувальника Юнкерс Ju 88, перетвореного на пікіруючий бомбардувальник Юнкерс Ju 86. Восени 1936 року фон Ріхтгофен, виснажений постійним протистоянням з улюбленцем Герінга, чиї ідеї він вважав авантюристичними та шкідливими для повітряних сил, вирішив піти з керівництва Люфтваффе. Скориставшись нагодою та громадянською війною, що спалахнула в Іспанії, він запросив дозволу приєднатися до німецького авіаційного легіону «Кондор».

## Громадянська війна в Іспанії
У листопаді 1936 року фон Ріхтгофен залишив свій пост в ОКЛ та перейшов до легіону «Кондор», спеціального авіаційного контингенту, укомплектованого льотним складом Люфтваффе, що вирушав на підтримку іспанських фалангістів генерала Франко. Дітище Удета, пікіруючі Ju 87 незабаром прибули в розпорядження легіону в Іспанію. Формально все ще перебуваючи на посаді керівника головного управління розвитку ПС, він отримав завдання здійснювати перевірку бойових літаків Німеччини в реальних умовах війни. З січня 1937 фон Ріхтгофен отримав призначення на посаду начальника штабу легіону, командувачем якого був Гуго Шперрле.
Особистий досвід служби фон Ріхтгофена у військово-повітряних силах налічував багато років, однак, навіть для нього чимало проблем, що виникали у війні в Іспанії, підтверджували факт, що сучасній авіації доведеться зіткнутися з багатьма труднощами. Основна частка цих проблем стосувалася тактичного та оперативного рівня ведення повітряної війни. На відміну від італійців з Regia Aeronautica, що також взяли участь в боях в Іспанії, німці приділяли величезну увагу вдосконаленню доктрини ближньої підтримки наземних військ. Так, коли фон Ріхтгофен з'ясував, що зенітна артилерія має незначну роль в протиповітряній обороні аеродромів, він наказав передати її на передову для посилення найбільш танконебезпечних напрямків оборони. Швидкострільні 20-мм та славетні 88-мм зенітні гармати вперше пройшли випробування на полях боїв в Іспанії. Незабаром про це було повідомлено в Берлін, й скоро це стало загальновживаною практикою Люфтваффе, попри критику з боку деяких апологетів зенітних військ.
Наступна інновація фон Ріхтгофена призвела до поштовху в оперативному застосуванні бойової авіації на полях бойовищ. Він зініціював ідею човникових бойових дій з метою максимального підвищення ефективності ближньої підтримки наземних військ. Бойова авіація базувалася на передових аеродромах підскоку, максимально наближених до лінії фронту й мала величезні переваги у швидкості реагування та діях за викликом. В той час, як передова група бомбардувальної авіації атакувала позицій противника, інші групи методом каруселі здійснювали дозаправлення та рушили на вихідні рубежі для наступної атаки. Це створювало для республіканців ефект безперервної переваги противника в повітрі та суттєво понурювало їх мораль. Для досягнення максимального ефекту фон Ріхтгофен використовував щонайменше 3 потоки військовій авіації, що по черзі змінювали одна іншу протягом доби. Водночас, це потребувало значного напруження людських сил пілотів та значної кількості наземного персоналу аеродромного забезпечення. Через те, підрозділи логістики стали майже першими підрозділами в Люфтваффе, що максимально моторизували.

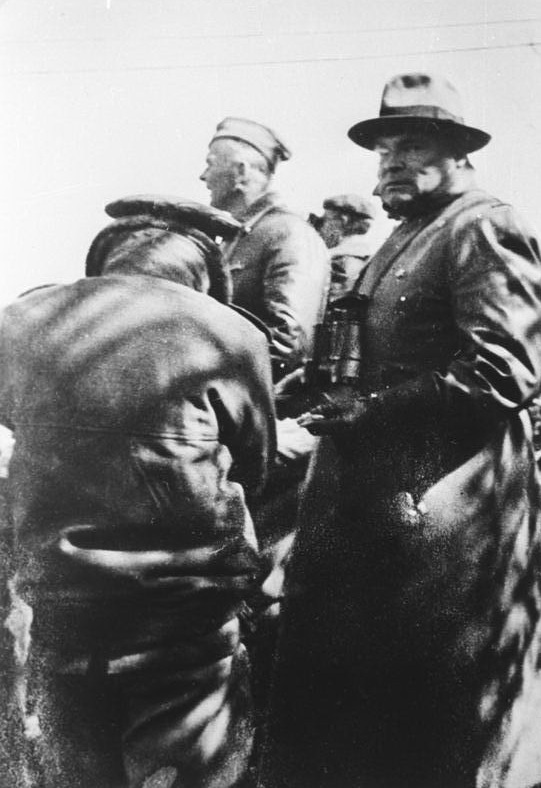
Вольфрам фон Ріхтгофен та Гуго Шперрле в Іспанії. 1936.

В сукупності ці новації на тактичному та оперативному рівні були апробовані фон Ріхтгофеном в битві при Більбао, де республіканці зазнали серйозної поразки. Моторизована аеродромна служба легіону відіграла суттєву роль в битві при Брунеті в липні 1937 року, коли фалангістам терміново довелося перекидати свої війська для відбиття несподіваного наступу комуністів. Повітряна підтримка відіграла колосальну роль в боях між військами Франко та республіканцями, чиї наземні формування підтримували літаки, в переважній більшості закуплені в СРСР. Німецькі літаки Messerschmitt Bf 109, Heinkel He 51, Do 17 та He 111 допомогли завоювати та, головне, утримати перевагу в повітрі й, врешті решт, сприяли зриву наступальної операції військ республіканців.
Найбільш складною проблемою управління авіацією залишався зв'язок та наведення бойової авіації з землі. Підготовка передових авіанавідників у Люфтваффе розпочалася з 1935 року, коли в повітряних школах була заснована спеціальна програма їх підготовки. Однак, попри деякі досягнення, в цілому система управління «повітря-земля» залишалася в дуже хиткому стані, практичних навичок майже не було. Не маючи власної доктрини їх застосування та можливостей перевірити це на практиці, ОКЛ практично розв'язало руки Шперрле та фон Ріхтгофену, яким була надана повна свобода дій в цьому напрямку. На той час, бойові літаки не мали властивостей зв'язуватися із землею, проте, управління в повітрі між екіпажами та підрозділами було налагоджене, також існував стійкий зв'язок з аеродромами зльоту. Першою ідеєю стало забезпечити офіцерів зв'язку, що діяли на передовій, спеціальними радіозасобами Люфтваффе, що дозволяли ним через базові аеродроми підтримувати зв'язок з літаками й військами, що діяли на фронті. Найближчим часом, це стало звичайною практикою. Далі, авіанавідники були прикріплені до армії Франко, й хоча декілька випадків «дружнього вогню» мали місце, в цілому це дало дуже позитивний результат. За часів Другої світової повітряні підрозділи та авіанавідники мали вже більш вдосконалену засоби зв'язку та керували процесом управління напряму, без втручання командування на аеродромах.
Одночасно, в Іспанії пройшла випробування часом та довела свою необхідність ідея транспортного забезпечення військ повітрям. За сильною підтримкою фон Ріхтгофена легіон Кондор набув серйозної практиці використання повітряних ресурсів для логістичного забезпечення наземних військ. На 1939 рік німці мали найбільшу у світі та найбільш спроможну військово-транспортну складову ПС.
Іспанія послугувала серйозним поштовхом для подальшого розвитку та вдосконалення Люфтваффе перед початком Другої світової війни. Повітряні сили нацистської Німеччини здобули колосальний бойовий досвід й значно вдосконалили та наростили свою систему підготовки як льотчиків, так й наземного персоналу. Експериментальні навчання в ланках крило-повітряні корпуси-флоти в тісній взаємодії з сухопутними військами дозволили опрацювати широке коло питань та надати офіцерському корпусу практику, реальну й ефективну у веденні маневреної війни, бліцкригу, яка на голову випереджала ПС німецьких опонентів. Маючи лише незначну чисельну та технологічну перевагу над іншими країнами, німецький повітряний флот майже вщент розгромив противника саме завдяки інтенсивному курсу підготовки льотного складу та бойовому досвіду Іспанії, що був ретельно вивчений та екстрапольований на усі повітряні сили.

### Бомбардування Герніки
За часів іспанської громадянської війни легіон «Кондор» брав участь у горезвісному бомбардуванні міста Герніка. Багато хто з істориків відносять цю криваву подію до так званої «акції залякування», що мала за мету підірвати мораль захисників баскського міста, яке до того ж, мало багато культурних та історичних будинків та споруд, що були вщент зруйновані німецькою авіацією. Особисто фон Ріхтгофен планував проведення бомбардування, й хоча, як стверджується, він не мав інформації про те, що ставилося за мету проведенням цієї акції, його роль у знищенні іспанського культурного центру залишається дуже сумною. Фон Ріхтгофен відвідав це місто лише 30 квітня 1937 року, коли фалангісти Франко захопили Герніку.
До сьогодення тривають дебати з приводу, що ж послугувало справжньою причиною страшенного руйнування Герніки. Деякі історики наводять факт, що фон Ріхтгофен санкціював цей рейд через те, що на півночі країни на Більбао через місто проходили дві важливі шляхи постачання, якими комуністи забезпечували свої війська. До того ж, щонайменше 2 батальйони республіканців обороняли власно Герніку, й тому, з точки зору правил ведення війни, були законною ціллю. Штурм цього ключового транспортного вузлу створювало чимало проблем для націоналістів, проте, у випадку опанування ним, війська Франко блокували для значної частини інтернаціональних військ Іспанської Республіки шляхи відходу. Іншим виправдувальним фактором, що наводиться в захист зруйнування Герніки, було твердження про низку акуратність німецьких приладів для бомбардування (хоча на 1937 рік німці не мали собі рівних в «якості» роботи бомбардувальників). Виходячи з цього, прибічники цієї акції наполягають на тому, що Франко не лишалося іншого реального вибору, як провести «килимове бомбардування» та одним ударом вирішити низку проблем. З точки зору тактики, акція залякування пройшла успішно, транспортна інфраструктура міста була цілком паралізована на 24 години. Однак, фон Ріхтгофен був дуже незадоволений результати подальших дій франкістів, що не спромоглися негайно скористатися плодами цього горезвісної події й не опанували місто з ходу, тим самим пропустили слушний момент та не відрізали значні сили комуністів на півночі країни від головних сил. Як виправдовуються деякі дослідники, сучасні розрахунки свідчать, що загальні втрати серед цивільного населення склали 200—600 людей, а ні 1600—2000, як це стверджувалося раніше.
Хоча роль фон Ріхтгофена не підтверджена документально й свідоцтв про його наказ на «килимове бомбардування» міста немає, залишається беззаперечним те, що він ніколи не страждав на співчування та милосердя до мирного населення і ніколи не ставив питання про уникнення так званих «колатеральних» втрат. Таке байдуже ставлення до втрат серед цивільних залишалося своєрідною рисою характеру фон Ріхтгофена протягом усієї світової війни.
За часів війни в Іспанії фон Ріхтгофену разом з Гуго Шперрле пощастило створити дуже ефективний та дієвий командний тандем. Шперрле мав славу дуже досвідченого офіцера ПС, славився достатньо розумним й мав заслужену репутацію серед льотчиків легіону. Фон Ріхтгофен вважався відмінним лідером та майстром повітряного бою. Перетворившись на згуртовану пару, вони легко розуміли один одного, й змогли протистояли чималим незгодам та труднощам у стосунках з Франко та його прибічниками. Німецькі керівники були дуже різкими та упертими й на фоні того, що взаємостосунки між німцями та іспанцями були дуже далекі від ідеальних, обидва демонстрували здорову повагу до іспанського керівництва та спромоглися налагодити добрі робочі відношення з націоналістами. Фон Ріхтгофен навіть зміг трохи вивчити іспанську та італійську мови, чим завоював дуже високу оцінку офіцерів з інших країн.
Після повернення Г.Шперрле до Німеччини, фон Ріхтгофен перейняв на себе командування «Легіоном Кондор». На місце начальника штабу угруповання був призначений Гельмут Фольксман, однак його песимістичний стиль керівництва, постійні скарги до Берліна з проханнями про допомогу, відсутність взаєморозуміння з командувачем призвели в жовтні 1938 року до його швидкої відставки. 1 листопада 1938 року фон Ріхтгофен був підвищений в ранг генерал-майора. В Іспанії він залишався майже до кінця війни й встиг застати перемогу військ Франко і повний розгром республіканських сил. Багато з його концептуальних поглядів на тактику та стратегію ведення повітряної війни знайшли свої підтвердження, а деякі зазнали серйозних змін. Його віра в правильність застосування пікіруючого бомбардувальника Junkers Ju 87 Stuka, зміцнилася. Однак, він не заперечував того, що був хапливим у своїх висновках про застосування тихохідних літаків, як основного засобу авіаційної підтримки наземних військ у бою. Практика боїв в Іспанії довела, що вони зазнають надмірних втрат від вогню з землі.

## Друга світова війна

### Польська кампанія
З початком Другої світової війни, фон Ріхтгофен командував авіаційним командуванням особливого призначення (нім. Fliegerführer z.b.V. (zur besonderen Verwendung), яке підпорядковувалося 2-й авіаційній дивізії Александера Лера. На командування фон Ріхтгофена покладалися завдання з авіаційної підтримки 10-ї польової армії генерала Вальтера фон Райхенау, в якій було сконцентроване переважна більшість танкових та моторизованих з'єднань Вермахту, і яка була головною ударною силою в ході кампанії в Польщі. У формуванні фон Ріхтгофена була зосереджена велика кількість бойових літаків різного типу, переважно ударного (близько 400 пікіруючих бомбардувальників). У першій же день вторгнення головна частина Sturzkampfgeschwader 77 (StG 77), на озброєнні якої знаходилися переважно Junkers Ju 87 Stuka, завдала масованих ударів по місцях дислокації військово-повітряних сил Війська Польського, намагаючись завоювати перевагу у повітрі. Завдання ближньої підтримки військ XVI-го моторизованого корпусу покладалися лише на невеликі підрозділи військової авіації фон Ріхтгофена. У битві за Лодзь ударами з повітря StG 77 майже знищила польську кавалерійську бригаду армії «Лодзь».
За перші 8 діб операції війська 10-ї армії настільки глибоко просунулися по території Польщі, що фон Ріхтгофену довелося передислокувати органи управління на захоплені польські авіабази ближче до Варшави. Попри труднощі з логістичним забезпеченням Люфтваффе, формування фон Ріхтгофена спромагалося здійснювати щонайменше по 3 літако-вильоти щоденно. Ще раз знайшла підтримку одна з теорій генерала про виключну роль в ході проведення бліцкригу постачання повітрям, чому він приділяв величезну увагу ще в мирний час. Основну масу запасних частин, боєприпасів, пального та інших матеріалів його формування отримували, широко застосовуючи транспортні літаки Junkers Ju 52. Незабаром бойова група фон Ріхтгофена була перетворена на 4-й повітряний флот Люфтваффе.
Стрімке просування наземних військ призводило до того, що основна частка органів військового управління не встигала здійснювати переміщення вслід за передовими частинами, і, як наслідок, втрачала важеля керівництва. Ситуація гіршала через те, що в Люфтваффе не була запроваджена єдина система радіозв'язку. Своєю чергою система логістики, зокрема аеродромне забезпечення страждала через відсутність повної картини обстановки та завдань, що визначалися частинам та з'єднанням в ході наступу. Колосальна машина забезпечення буксувала, та призводила до зриву задач. За таких умов, дії фон Ріхтгофена опинилися найбільш ефективними. У своєму щоденнику від 3 вересня 1939 року він зробив запис, що штаб польової армії був змушений зупинитися, через повну відсутність інформації, де знаходяться його передові війська. Фон Ріхтгофен відмовився забезпечувати ближню підтримку військ через невизначеність стану, однак водночас, військова авіація продовжувала діяти за його командами, що призвело до інциденту «дружнього вогню». Пікіруючий бомбардувальник Ju 87 завдав удару по мосту через Віслу, коли по ньому збиралися просуватися німецькі танки.
Координація дій щодо наведення авіації фон Ріхтгофена з землі здійснювалося або за рахунок даних повітряної розвідки, або від представників з передових частин піхоти, що на той час мали обмаль досвіду в практичних діях з наведення бойових літаків на цілі. Ці авіанавідники підпорядковувалися керівництву сухопутних військ. Водночас, коректувальники бомбардувальної та винищувальної авіації, так звані «Фліво» (нім. Flivo або нім. Fliegerverbindungsstaffeln), підпорядковувалися Люфтваффе й надавали інформацію насамперед своєму командуванню, використовуючи спеціально оснащені радіофіковані машини, що діяли на передньому краї. Такий, суто відомчий підхід до отримання та обробки необхідних даних з поля бою, створював певний безлад у системі управління військами й відповідно ускладнював процес прийняття адекватного рішення.
На 11 вересня ситуація з пальним у формуваннях Люфтваффе загострилася настільки, що бойові літаки могли здійснювати лише один літако-виліт на добу. Попри складностям, що виникли із логістичним забезпеченням, фон Ріхтгофен наполегливо готувався до штурму Варшави, і навіть отримав посилення — Kampfgeschwader 77 (KG 77). Однак, незабаром виникла загроза контрнаступу польських військ, які несподівано перейшли в наступ проти німецької 8-ї польової армії. Протягом трьох діб в битві під Радомом та на Бзурі німецька авіація інтенсивними ударами з повітря, у взаємодії з наземними військами, намагалася зупинити Військо Польське і врешті-решт польський контрнаступ був зупинений. А згодом бомбардуванням з повітря запалювальними бомбами осередки опору були остаточно знищені, рештки капітулювали.
В битві за Варшаву, що розпочалася в ніч з 12 на 13 вересня 1939 року, німецька військова авіація, за наказом начальника штабу Люфтваффе, запекло бомбардувала єврейське гетто на півночі міста, на знак помсти за загибель німецьких солдат. Під час боїв за столицю Польщі, між Герінгом та фон Ріхтгофеном виникла чергова сутичка через намагання головнокомандувача утворити об'єднане командування повітряними силами, на що генерал відповів, що він знаходиться на своєму місці й підкоритися будь-кому не має наміру.
Погода диктувала свої умови й щонайменше до 21 вересня інтенсивність роботи авіації була дуже низькою. Командувач авіаційним командуванням особливого призначення в цей час намагався добитися отримання літаків типу Heinkel He 111, однак, отримав лише старі транспортники Junkers Ju 52, з яких бомбардування здійснювалося через двері. Вже 22 вересня авіаційне командування фон Ріхтгофена здійснило 620 літако-вильотів, скинувши 520 тонн потужних бомб та 72 тони запалювальних боєприпасів, чим спричинило величезні втрати у польській столиці. В місті було знищено 10 % будівель, постраждало 40 000 цивільного населення. Втрати німецького командування склали 2 Ju 87 та 1 Ju 52. Сухопутні війська скаржилися на випадки дружнього вогню, та те, що палаючі квартали Варшави створюють потужну димову завісу й заважають веденню артилерійського вогню. Проте, Гітлер наказав продовжувати бомбити місто до останнього.
Наприкінці кампанії, літаки фон Ріхтгофена продовжували дії проти гарнізону Модліну, який під ударами з повітря, коли за дві доби було скинуто 318 тонн авіабомб, 27 числа був змушений капітулювати. Незабаром, останні захисники польської столиці також склали зброю і викинули білий прапор. 6 жовтня 1939 року кампанія була оголошена успішно завершеною.

### Західний фронт
На ранній стадії Голландської операції сили повітряно-десантних військ Німеччини отримали завдання захопити Гаагу та голландську королівську родину, проте зустріли тут сильний опір. 7-а французька армія, що наступала через Бельгію та Нідерланди, загрожувала просуванню німців. Ріхтгофену було наказано кинути половину своїх сил до Гааги та атакувати гирло Шельди, поблизу Антверпена, щоб зупинити французів, перш ніж вони розташувалися б біля Мурдейка. Попри густу хмарність, німецька авіація змогла зупинити ворога. 

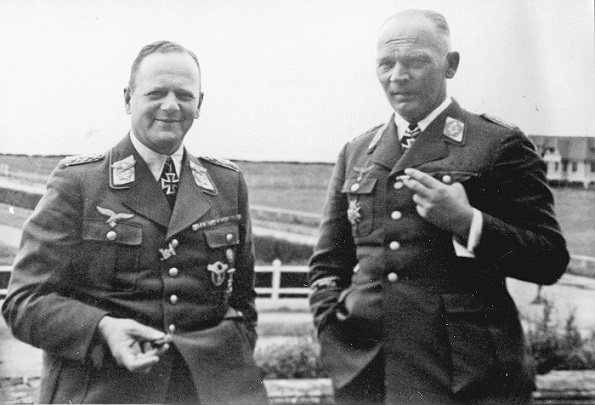
Вольфрам фон Ріхтгофен (праворуч) та Ергард Мільх (ліворуч). 1940

Після капітуляції Нідерландів Ріхтгофен надавав підтримку 6-й армії Райхенау в битві за Бельгію. Було втрачено лише вісімнадцять літаків. Допоміжні атаки авіації Ріхтгофена зазвичай проходили в тилу ворога, на відстані 65 кілометрів від лінії фронту. Німецькі ж сухопутні підрозділи несли сигнальні ракети та прапори зі свастикою, щоб запобігти випадкам дружнього вогню. Ціною дванадцяти літаків барон допоміг атакувати французькі комунікації та позиції постачання, а також підтримував Райхенау, коли той досяг річки Дейле. 
Пізніше він отримав наказ припинити операції в Бельгії та направити всіх, кого тільки мав, для підтримки 41-о корпусу Георга-Ганса Райнгардта, що діяв на північ від Седана. Відтак, сили Ріхтгофена були розділені між тими, хто продовжував наступати у Бельгії, та тими, хто діяв у Франції. Його частини таки допомогли 6-й армії захопити Льєж 17 травня 1940 року. Чи не найрезультативніше сили Ріхтгофена діяли під час битви при Седані. До цього часу Ріхтгофен переїхав до Сінт-Трейден в Бельгії. Сильні німецькі повітряні нальоти на позиції французів відбувалися із залученням у середньому 360 бомбардувальників. Авіація Ріхтгофена діяла настільки ефективно, що бомбардувальна авіація союзників практично була повністю знищена. Після прориву німців під Седаном, Ріхтгофен звернувся з проханням до Герінга про дозвіл допомогти просуванню військ Евальда фон Кляйста до моря. Відповідний дозвіл барон отримав. Його літаки зривали всі контратаки французьких військ на фланги групи армій «А». 16 та 19 травня вдалося відбити атаку 4-ї бронетанкової дивизії де Голля в битві при Монкорне і Кресі-сюр-Серр, через що стала недієздатною 9-а французька армія. 
Ріхтгофен завжди перебував неподалік фронту. Після успіху його авіації, він переніс свою штаб-квартиру в Лібін, щоб не відставати від подій на передовій. Через проблеми зі зв'язком барон літав на своєму власному літаку, щоб організувати ефективну підтримку армії з повітря. Одного разу Гуго Шперрле, прибувши до штаб-квартири Ріхтгофена та порушивши роботу персоналу, вивів барона із себе, адже останній любив чіткість та послідовність у роботі свого штабу.
До 21 травня 1940 року армії союзників були оточені, а їхні контратаки відбили під Аррасом. Війська союзників пізніше евакуювали через порти Дюнкерка і Кале. Під час битви за Дюнкерк і облоги Кале Ріхтгофен підтримував просування груп армій «А» і «В». Ріхтгофен допоміг захопити Кале і був нагороджений Лицарським хрестом Залізного хреста 23 травня. Йому було наказано підтримувати 4-у німецьку армію, хоча він мало цікавився битвами під Дюнкерком. Він вважав їх марною тратою часу, що зірвало підготовку до нападу на південь Франції. Більше того, Ріхтгофен дотримувався думки, що знищити сили союзників або використовувати Люфтваффе для запобігання евакуації було нереальними. Над Дюнкерком втрати були значними, а прогрес повільним.      26 травня Ріхтгофен доклав особливих зусиль, щоб отримати й утримати перевагу в повітрі. Загалом німецька авіація не змогла запобігти евакуації. Після вигнання британської армії та капітуляції голландців і бельгійців Ріхтгофену було наказано підтримати 9-у армію. Французи, які вже втратили свої найбільш боєздатні формування, капітулювали 22 червня 1940 року (після захоплення Парижа 14 червня та оточення лінії Мажино 15 червня).

### Битва за Британію
Після капітуляції Франції Ріхтгофен продовжував командувати 8-м повітряним корпусом під час битви за Британію. 
Британці відмовилися вести дипломатичні переговори з Німеччиною, тому в ОКЛ почали готувати план військової операції проти Сполученого Королівства. Люфтваффе вперше вели наступальну повітряну операцію без підтримки сухопутних частин. Попри те, що корпус Ріхтгофена був перш за все спеціалізованою штурмовою організацією, яка підтримувала сухопутні сили, очікувалося, що він допоможе організувати напад на Британію. Літаки його корпусу Stuka були найкращими високоточними штурмовиками Люфтваффе, а їхні 500-кілограмові бомби були здатні потопити торгові судна та/або серйозно пошкодити військові кораблі. 
У червні 1940 року Ріхтгофен і його корпус мали встановити перевагу в повітрі над південною частиною Ла-Маншу і повністю очистити даний сектор від британських суден. 8-й корпус мав особливу перевагу: британські винищувачі не мали достатньо ефективного радіолокаційного спорядження, що розв'язувало руки німецьким пілотам. У липні 1940 року відбулися сутички між 2-м повітряним флотом Альберта Кессельрінга та 3-м повітряним флотом Гуго Шперрле з одного боку та літаками командування винищувачів № 11 групи Королівських ВПС віце-маршала авіації Кіта Парка. Перші битви розгорталися навколо південного узбережжя Британії. Спроби німецьких повітряних флотів зупинити британське судноплавство в Ла-Манші зустріли опір з боку Королівських ВПС. Відтак, над Ла-Маншем відбулося багато повітряних боїв. 
Ріхтгофен використовував свої літаки-розвідники для виявлення конвоїв. Коли конвой знаходився, він зазвичай відправляв групу (30 літаків) для бою з конвоєм, залишаючи інші групи для повторних атак. Кампанія була ускладнена погодними умовами, які призупинила корпус на певний час, і, хоча літаки Ju 87 виявилися ефективними для знищення суден, вони ставали легкими мішенями для винищувачів ВПС. 17 липня 1940 року Ріхтгофену було присвоєно звання генерала авіації на знак визнання його заслуг. Операції над каналом пройшли успішно. Силам Ріхтгофена вдалося змусити Королівський флот тимчасово призупинити рух конвоїв через Ла-Манш, а також залишити базу в Дуврі. 
У середині серпня Люфтваффе було готове розпочати головні штурмові дії над Британією. Кампанія почалася 13 серпня 1940 року. Увесь день німці неодноразово страждали через збої у зв’язку, функціонуванні розвідки та організації координації дій. Аеродроми Королівських ВПС залишилися неушкодженими. Хмарне небо значною мірою стало причиною провалу рейдів. 18 серпня відбувся один із найважчих боїв. Того дня Ріхтгофен направив свої підрозділи проти аеродромів на півдні Англії. Проте через помилкові дані розвідки корпус завдав ударів по базах ВПС, які не були настільки цінними з військової точки зору. Внаслідок цього корпус зазнав великих втрат. Сили Ріхтгофена здійснили загалом 100 бойових вильотів у жовтні, коли у липні вони щодня здійснювали ці ж 100 вильотів. У грудні 1940 року 8-й корпус відправили на доукомплектування, що він був готовим діяти навесні. 

### Балканська кампанія
У квітні 1941 року 8-у повітряному корпусові було доручено підтримувати німецькі війська в Югославії, Греції та на Криті, адже невдача італійської армії в італо-грецькій війні змусила Гітлера втрутитися, щоб захистити фланг країн Осі поблизу румунських нафтових родовищ. Операцію «Маріта» було розширено, щоб включити до неї вторгнення до Греції та Югославії. 
Ріхтгофен перекинув свої частини в Болгарію через Румунію. Він мав намір вивести 120 літаків з болгарських аеродромів і відправив їх до Югославії. З підкріпленням німецький повітряний контингент мав би загалом 946 бойових літаків. Ці сили чисельно переважали сили Греції, Югославії та Королівських ВПС разом узятих. Ріхтгофен домовився про те, щоб підрозділи повітряної розвідки німецької 12-ї армії співпрацювали з його власними формуваннями. 8-й корпус підтримував німецьку 12-у армію в південній Югославії, яка відрізала югославську армію від Греції та військ союзників там. Перемога в Югославії завершилася бомбардуванням Белграда, що сприяло швидкій перемозі через знищення центрів командування та управління. Сили Ріхтгофена не брали участі в бомбардуванні Белграда, але були залучені в атаку на югославські підкріплення, зосереджені на австрійському та угорському кордонах, які прямували на південь, щоб протистояти загарбникам. Великі колони югославських сил були помічені на відкритій місцевості та знищені. Югославія капітулювала 17 квітня.
Операцію перенесли до Греції. Успіх Осі в битві на лінії Метаксас дозволив їм обійти головну позицію грецької армії з флангу та оточити найбільш ефективні грецькі сили. Підрозділи Ріхтгофена підтримували наступ на лінію, хоча авіація союзників великого опору й не чинила. Лише 99 літаків Королівських ВПС і 150 грецьких літаків протистояли 500 літакам Ріхтгофена. До 15 квітня Королівські ВПС відступили. Відтоді головними цілями 8-о корпусу стали кораблі союзників, які заповнювали евакуаційні порти. Сили союзників відступили на східне узбережжя Греції, де Королівський флот і ВМС Греції почали їх евакуацію з портів південної Греції. Підрозділи Ріхтгофена завдали значних втрат кораблям, знищивши невеликий грецький флот і завдавши шкоди британським судам. За два дні грецька військово-морська база в Піреї втратила 23 судна. З 21 до 24 квітня на південному узбережжі було потоплено 43 судна. 
Завершення кампанії на материку означало, що єдиною метою, що залишилася, був острів Крит. Під час битви на Криті авіація Ріхтгофена також зіграли значну роль. Операція наблизилася до катастрофи в перший день. Більшість повітряно-десантних сил, які десантувалися планерами або парашутами, втратили більшість своїх радіостанцій. Через це Ріхтгофену довелося покладатися на дані з літаків-розвідників. Німецькі парашутні війська були затиснуті на острові, на критських аеродромах, які вони повинні були захопити. 21–22 травня 1941 року німці спробували надіслати підкріплення на Крит морем, але втратили 10 суден. Британський флот змусив решту німецьких кораблів відступити. Тому літакам Ріхтгофена доручили знищити рештки британських суден. 21 травня був потоплений есмінець HMS Juno. Наступного дня був пошкоджений лінкор HMS Warspite, а крейсер HMS Gloucester був потоплений. Було також пошкоджено крейсер HMS Fiji та потоплено одним ударом есмінець HMS Greyhound. 26 травня затонули есмінці HMS Kashmir і Kelly, а потім HMS Hereward. Саме ці дії корпусу зіграли важливу роль в успіху операції. 

### Війна з СРСР

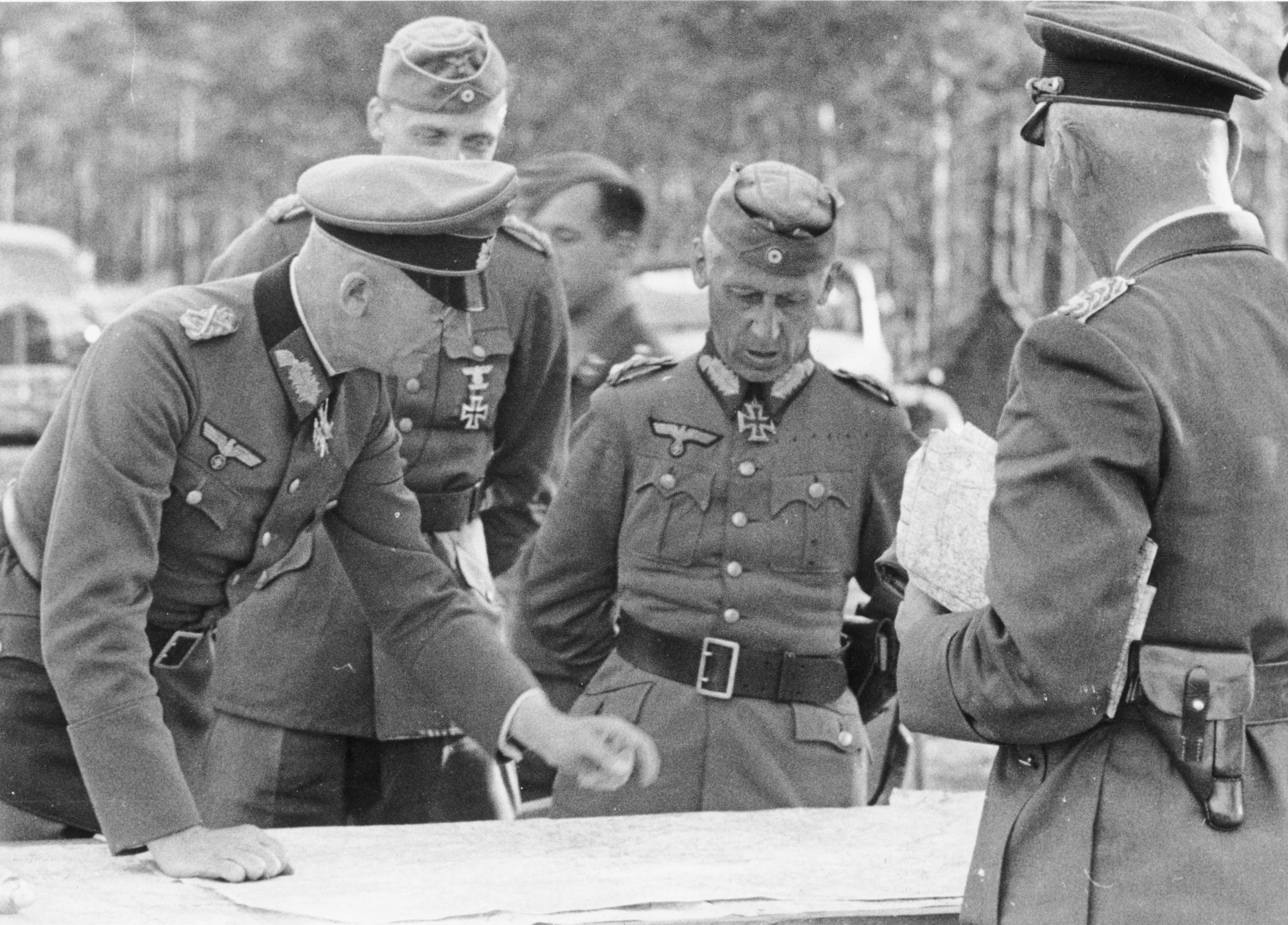
Федор фон Бок (ліворуч), Герман Гот (у центрі) та Вольфрам фон Ріхтгофен (праворуч, стоїть спиною до камери). 8 липня 1941.

22 червня 1941 року Вермахт розпочав операцію «Барбаросса» — вторгнення в Радянський Союз. Ріхтгофен тоді продовжував командувати 8-м корпусом. Спочатку його сили підтримували групу армій «Центр». У початковій фазі війни підрозділи Ріхтгофена показали хороші результати. Час реагування авіації на запит сухопутних військ щодо підтримки з повітря зазвичай не перевищував двох годин.
Спершу Ріхтгофен брав участь у масованих бомбардуваннях аеродромів Червоної армії. Люфтваффе втратило 78 літаків 22 червня, але знищило 1489 літаків ворога. У липні хвилі радянських бомбардувальників без супроводу марно намагалися зупинити наступ німців, але зазнали надзвичайно великих втрат. 23 червня 8-й корпус знищив радянський 6-й кавалерійський корпус під час спроби контратаки під Гродно. Група армій «Центр» продовжувала наступ, дійшовши до Вітебська. 8-й корпус підтримав армію в битві під Смоленськом. На цьому етапі його перемістили на південь, щоб підтримати танкову групу Гудеріана, якій вдалося захопити Оршу. 
Вагома роль 8-о корпусу полягала у зупиненні контратак Червоної армії та знищенні її частин. Ріхтгофен отримав дубове листя до свого Лицарського хреста за вражаючі успіхи на фронті.
Однак у матеріально-технічному плані німці почали відчувати серйозні проблеми з забезпеченням лінії фронту лише через чотири тижні кампанії. Хоча німецьке виробництво могло компенсувати втрати на фронті, потрібен був час, щоб доставити літаки в цей сектор. Загальна оперативна чисельність літаків 8-о повітряного корпусу наприкінці літа 1941 року становила від 50-60 відсотків від тої, що була на початку кампанії. 

#### Ленінград
Ріхтгофен брав участь у битві за Ленінград, здійснюючи авіаційну підтримку групи армій «Північ». У важких боях флот Ріхтгофена 10 серпня здійснив 1126 вильотів, підтримуючи наступ німецької армії на Нарву. Далі Ріхтгофен допомагав 16-й армії в Новгороді, біля озера Ільмень. Досвідчені екіпажі корпусу Ріхтгофена атакували залізниці під Ленінградом, щоб зірвати підхід підкріплення радянських військ. 15 серпня значними зусиллями було зруйновано головний радянський міст постачання через річку Волхов. Завдяки цьому 16 серпня вдалося взяти сам Новгород. Всього через 24 години війська радянського Північно-Західного фронту спробували відбити місто. Ріхтгофен майже повністю знищив наступаючі частини Червоної армії під Старою Руссою. Німецька 18-а армія та 16-а армія захопили Чудово, на північ від Новгорода, чим перерізали одну з двох основних ліній постачання з Ленінграда на Москву. На підтримку цих операцій корпус Ріхтгофена скинув 3351 тонну бомб під час 5042 повітряних атак з 10 по 20 серпня 1941 року. Вільгельм фон Лееб, головнокомандувач групи армій «Північ», був шокований жорстокістю бомбардувань Ріхтгофена, називаючи останнього «безжальним». 
20 серпня Ріхтгофен перекинув ударну та винищувальну авіацію до Спаського Поліста, за 40 км на північний схід від Новгорода, для підтримки наступальних дій, внаслідок яких мав бути оточений та відрізаний від Мурманська Ленінград. Німецький 41-й танковий корпус оточив радянські війська на ділянці Ільмень-Луга-Новгород. Ленінградський фронт спробував виручити їх, і Ріхтгофен отримав наказ зупинити контратаку ворога. Радянську армію підтримували сильні авіаційні частини, розгорілися великі повітряні бої. Німцям вдалося зберегти свої позиції та відбити атаки Червоної армії, тепер вони могли перейти до захоплення Ленінграда. 
Перш ніж можна було почати головний штурм, Ленінград потрібно було повністю оточити, щоб унеможливити підхід до міста радянських резервів. Це було досягнуто стараннями 8-о корпусу, який підтримував німецьку 18-у армію у витісненні радянської 54-ї армії з берегів Ладозького озера. Ленінград був ізольований. Після цього сили барона зосередилися на бомбардуваннях самого міста. Бомбардувальники Ріхтгофена брали участь у масштабних атаках на Ленінград з повітря, деякі екіпажі виконували по два вильоти за ніч. 8 вересня було скинуто 6327 запалювальних бомб, що спричинило 183 пожежі. Німецька армія просунулася в проломи в обороні радянських військ, які створили льотчики Люфтваффе. Однак радянські війська зупинили наступ німців 25 вересня, використавши останні ресурси та посиливши свою 54-ту армію. Після припинення наступу Гітлер повернув корпус Ріхтгофена у підпорядкування групі армій «Центр».

#### Москва
2 жовтня 1941 року почалася операція «Тайфун», спрямована на захоплення Москви. Було досягнуто першого успіху в оточенні великої кількості радянських військ у Вязьмі та Брянську. Однак початковий успіх поступився місцем тяжкій битві на виснаження. До 11 листопада ситуація в повітрі також змінювалася. 2-й повітряний флот Кессельрінга та 1-й повітряний корпус були перекинуті до Середземного моря. Таким чином, 8-й повітряний корпус Ріхтгофена контролював всю авіацію, що підтримувала групу армій «Центр» під час наступу на Москву. 
Ріхтгофен кидав у битву за Москву всю наявну авіацію, коли це дозволяли умови. 8-й корпус здійснив 1300 вильотів з 15 по 24 листопада. Остання спроба захопити Москву була зроблена 2 грудня, але нестача пального та боєприпасів, а також дедалі активніший опір радянських військ завадили її успіху. До цього часу радянська авіація завоювала перевагу в повітрі. До 5 грудня, коли контрнаступ відкинув групу армій «Центр» від Москви, 1376 радянських літаків протистояли лише 600 німецьким. 
Бойовий дух німців впав, а група армій «Центр», перенапружена та виснажена, опинилася під загрозою розвалу. Війська Ріхтгофена, попри перевагу противника в повітрі, робили все можливе, щоб зупинити атаку. Ефективність і рішучість німецьких авіаційних частин підвищили моральний дух армії. Зосередивши авіацію проти радянських сухопутних сил, Люфтваффе здійснило серію атак, які протягом двох тижнів зупинили радянський наступ. Сили Ріхтгофена несли основний тягар протиповітряної оборони проти радянської атаки і були посилені чотирма з'єднаннями. Гітлер заборонив відступ, Ріхтгофен підтримав його в цьому. Його хоробрість і наполегливість призвели до того, що він став одним із фаворитів Гітлера. Фюрер виділив йому п'ять свіжив транспортних груп, щоб підтримати 8-й корпус, який залишався на цій ділянці фронту до квітня 1942 року, здійснюючи дії з руйнування радянських наступів та контратак.

#### Шлях до Криму
Взимку 1941–1942 років група армій «Південь» уже захопила південь Україну, вела бої під Ростовом і окупувала більшу частину Криму. Однак у грудні радянські війська висадили десант на Керченському півострові. Ця висадка в перспективі могла відрізати німецьку 11-у армію під командуванням Еріха фон Манштейна, яка брала участь в облозі Севастополя, від решти німецьких військ. 31 березня Манштейн створив план операції щодо знищення радянського десанту. 17 квітня він зажадав від Верховного головнокомандування підтримки великої кількості авіації для свого наступу. Гітлер підтримував Манштейна і закликав до максимально можливої концентрації повітряних сил для підтримки операції. 

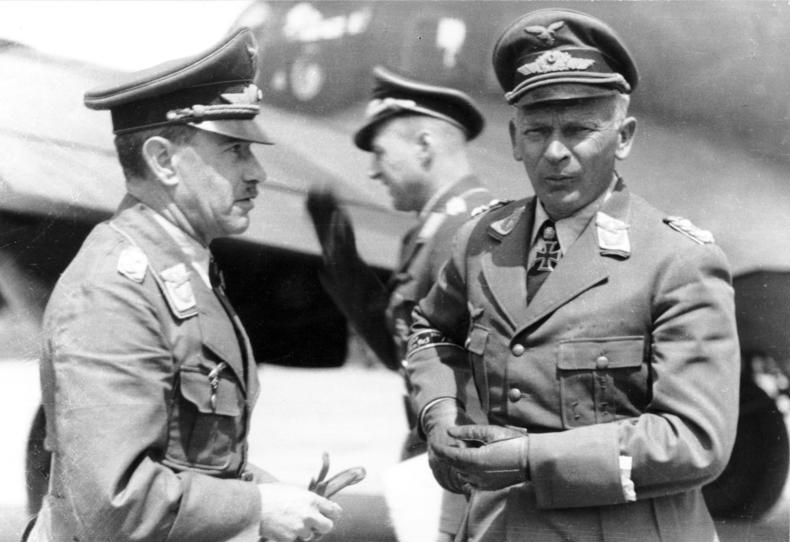
Александер Лер (ліворуч) та Вольфрам фон Ріхтгофен (праворуч). Весна 1942

Ріхтгофен прибув до Люнебурга 12 квітня, готовий до чотиритижневої відпустки. 18 квітня йому зателефонував начальник Генерального штабу Люфтваффе Ганс Єшоннек і повідомив, що він має негайно вирушити до Керчі. Гітлер мав високу думку про Ріхтгофена і вірив, що його корпус як спеціалізована сила підтримки гарантував успіх операції. Ріхтгофен був зарозумілим, агресивним і суворим, але також він був цілеспрямованим, ініціативним, успішним і впливовим командиром тактичної авіації. Корпус Ріхтгофена ще відпочивав у Німеччині, відновлюючись після зимових боїв, коли останній уже приземлявся на військовій базі в Миколаєві 21 квітня 1943 року. Розмова Ріхтгофена з Лером, командувачем 4-м повітряним флотом, була унікальною в історії Люфтваффе. Ріхтгофену було дозволено діяти незалежно від 4-о повітряного флоту. Тепер барон підпорядковувався безпосередньо Герману Герінгу. 
Ріхтгофен зустрівся з Манштейном 28 квітня і переважно порозумівся з ним. Попри зарозумілість, вони обоє щиро поважали один одного. Хоча одного разу Ріхтгофен стверджував у своєму щоденнику, що отримав велике задоволення від перемоги над Манштейном у дебатах щодо тактичних розбіжностей. Манштейн і Ріхтгофен визначили, що для успіху операції потрібно буде поєднати зусилля сухопутних та повітряних сил, тому наказали офіцерам обох родів військ активно комунікувати одне з одним.
У травні 1942 року війська Ріхтгофена швидко завоювали перевагу в повітрі в битві за Керченський півострів. За 7 травня, коли починалася операція, 8-й корпус здійснив 2100 бойових вильотів, а за 9 травня — 1700 вильотів, у яких було знищено 42 радянські літаки. 10 і 11 травня негода завадила масштабним операціям, але 12 травня пілоти Ріхтгофена здійснили 1500 вильотів. У цей день була прорвана радянська лінія оборони в Криму. Користуючись пануванням у повітрі, Вермахт досяг значних успіхів. Біля Азовського моря радянська піхота, згрупована й незахищена, зазнала великих втрат від підрозділів Ріхтгофена, які активно використовували касетні бомби. Однак того ж вечора Ріхгофен отримав погані новини. Йому було наказано надіслати один винищувач, один пікірувальний бомбардувальник і два бомбардувальники до Харкова, щоб допомогти стримати радянський прорив на півночі. Проте це не завадило успіху німецьких наступальних дій. 15 травня було взято Керч. Пізніше Ріхтгофен скаржився, що не має достатніх сил, щоб зупинити радянську евакуацію морем, проте більшість суден все одно була потоплена авіацією та артилерією Вермахту. Манштейн високо оцінив підтримку Ріхтгофена, назвавши його повітряні операції вирішальними для перемоги в Керчі.

#### Севастополь
20 травня Ріхтгофен знову зустрівся з Манштейном для обговорення підготовки до взяття Севастополя. Було наголошено, що необхідний такий же рівень авіаційної підтримки, який був у Керчі. 22 травня Ріхтгофен зустрівся з Гітлером та переконав його у важливості продовження перебування 8-о повітряного корпусу в Криму. 25 травня Ріхтгофен шестигодинним рейсом повернувся до Сімферополя. На етапі планування він наказав припинити протикорабельні операції авіації в регіоні. 
Ріхтгофен об'єднав свої сили з 4-м повітряним корпусом. Це дало загалом близько 600 літаків для підтримки Манштейна. Ріхтгофен зібрав усі сили, які тільки міг. Повітряна кампанія розділилася на три етапи: атаки на радянські резерви без підтримки артилерії; атаки на портові споруди, аеродроми, фортеці та укріплення; атака на радянські мінометні та гарматні батареї за підтримки артилерії. Найважливішим кроком він вважав знищення радянських укріплень масованими повітряними бомбардуваннями. Для цього Ріхтгофен залучив більшість авіаційних частин для підтримки сухопутних операцій. Коли 2 червня 1942 року розпочалася операція «Штерфанг», Ріхтгофен спостерігав за розгортанням подій. Він на власні очі бачив, як перші хвилі бомбардувальників вдарили по Севастополю. Сили Ріхтгофена здійснили 723 вильоти і скинули 525 тонн бомб. Між 3 і 6 червня було здійснено 2355 вильотів. Механіки працювали цілодобово в жахливу спеку, щоб підтримувати літаки у робочому стані. 9 червня було здійснено 1044 вильоти, наступного дня – 688 вильотів. Через нестачу бомб Ріхтгофен наказав атакувати лише найважливіші цілі, здійснюючи нальоти колонами, щоб, з одного боку, запобігти марним витратам бомб і, з іншого боку, підтримувати постійний тиск на ворога.
Участь Ріхтгофена в операції раптово припинилася 23 червня 1942 року. Отримавши повідомлення від Єшоннека та Гітлера, що він повинен буде прийняти командування 4-м повітряним флотом після падіння Севастополя раніше, зараз барон отримав нове, в якому був наказ вирушити до Курська, щоб негайно розпочати командування. Севастополь був узятий 4 липня 1942 року, коли останні його захисники були розгромлені.

#### Операція «Блау»
28 червня 1942 року Німеччина почала здійснювати операцію «Блау» з метою захоплення нафтових родових Баку та Грозного. Ріхтгофен, як командувач 4-м повітряним флотом, тепер повинен був брати участь в цій операції. З 2690 літаків, що брали участь в операції, 52 відсотки були під безпосереднім командуванням Ріхтгофена. 
Наступ розпочався 28 червня. 18 липня Ріхтгофен передислокував 4-й повітряний флот і його штаб до Маріуполя. Протягом шести тижнів Ріхтгофен втратив 350 літаків і заперечував проти директиви Гітлера про розділення двох армій (групи армій «А» і «В») для одночасного захоплення Сталінграда та нафтових родовищ Баку, оскільки тепер йому доводилося підтримувати дві лінії тилового забезпечення, чого він не міг собі дозволити. Однак, він впорався зі своїм завданням і наказав Мартіну Фібігу, новому командувачу 8-м повітряним корпусом, знищити залізничне сполучення навколо Сталінграда. 3 вересня Люфтваффе почало здійснювати масовані нальоти на місто. Матеріально-технічне забезпечення було розтягнуте, і фронт у Сталінграді зупинився, коли німці зайняли центральний і південний Сталінград. Не маючи підкріплень і втративши 14 відсотків своєї сили, Ріхтгофен почав надавати активну допомогу німецькій армії на Кавказі. Герінг наказав йому зосередитися на Сталінграді, але Ріхтгофен відмовився повертатися. Гітлер же підтримав Ріхтгофена і дав йому повноваження продовжувати підтримку наступальних дій на Кавказі, вважаючи, що битва під Сталінградом майже закінчилася.
Ріхтгофен здійснював рейди на нафтопромисли Грозного та операції з близької підтримки сухопутних військ, але гірська місцевість у регіоні ускладнювала просування танкових дивізій та активну участь у битві авіації. У пориві роздратування через невдачі армії на Кавказі Ріхтгофен відмовився надати підтримку Кавказькому фронту. Такою ситуація залишалася до середини жовтня. Взимку Ріхтгофен був змушений перегрупувати свої підрозділи, щоб протистояти загрозам у вигляді радянської авіації і продовжувати надавати повітряну підтримку армії. До 7 листопада він допоміг 6-й армії знищити майже всі радянські сили в Сталінграді, проте це поставило літаки барона під загрозу, адже вони розташовувалися лише за 100 кілометрів від лінії фронту.

#### Сталінград

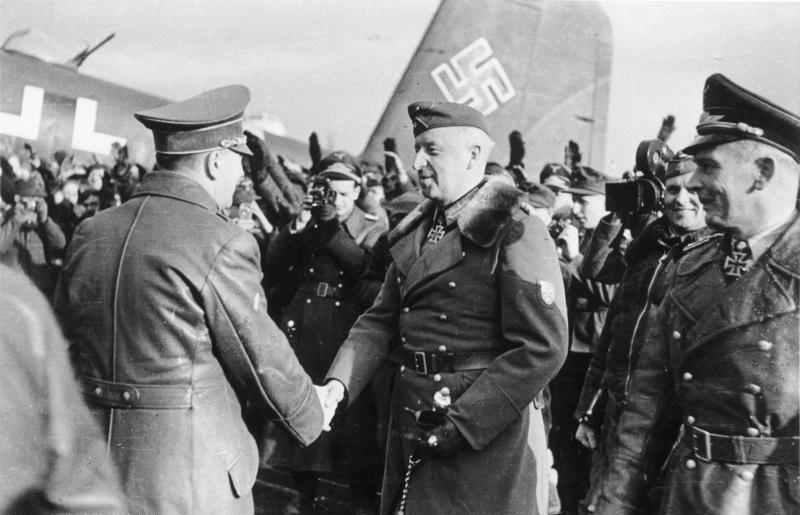
Вольфрам фон Ріхтгофен (праворуч) на зустрічі з Адольфом Гітлером

19 листопада Червона Армія почала операцію «Уран». За декілька днів радянські війська оточили близько 300 000 німецьких, італійських, румунських та угорських солдатів у місті Сталінград. Гітлер і OKЛ вирішили перекидати сили Осі повітрям. Ріхтгофен жахнувся. Він зателефонував у Берхтесгаден і спробував додзвонитися до Гітлера, але жоден із його помічників не зв’язав слухавку. Він намагався переконати Герінга, що його повітряний флот не має достатніх ресурсів і що найкращим варіантом буде спроба прориву оточеної 6-ї армії ще до того, як радянські війська закріпляться. Він прилетів до штабу Манштейна, і фельдмаршал погодився, що прорив має відбутися. 
Зрештою, Гітлер вирішив таки здійснювати авіаперевезення. 4-у повітряному флоту все ж не вдалося змінити ситуацію. Найуспішніша операція повітряного транспортування відбулася 7 грудня 1942 року. Однак концентрація радянської авіації зірвала заплановані операції постачання, а німецькі транспортні втрати були занадто великими. Втрати Люфтваффе були настільки великими, що чотири транспортні одиниці 4-о флоту були «формально розпущені», адже були повністю знищені. 
Залишки 6-ї німецької армії капітулювали 2 лютого 1943 року. Повної катастрофи вдалося запобігти групі армій «Південь» головним чином завдяки флоту Ріхтгофена та 8-у повітряному корпусу під його загальним командуванням. Втрата Сталінграда залишила Ростов-на-Дону єдиним вузлом постачання групи армій «А» на Кавказі. У грудні 1942 року 4-й флот все ще був одним із найпотужніших повітряних формувань у світі. 15 січня 1943 року 1140 із 1715 літаків на Східному фронті перебували під командуванням Ріхтгофена. Їх напади на радянський Південно-Західний фронт завадили Червоній армії оточити групу армій «А» на Кавказі. 
Попри поразку, 4-й повітряний флот вивіз зі Сталінграда 24 760 поранених і 5 150 працівників технічного персоналу. Після поразки Ріхтгофен поїхав до Гітлера 11 лютого. Він зустрівся з Герінгом і розвіяв його побоювання, що скористається нагодою, щоб розкритикувати лідерство Герінга перед Гітлером. Коли Ріхтгофен зустрівся з Гітлером, він критикував його за недолугі рішення та незрозумілі кроки, що призводять до великих втрат в армії. Гітлер сприйняв усе це спокійно і визнав, що він несе відповідальність за провал операції. Ріхтгофен стверджував, що генералам потрібно більше тактичної та оперативної свободи, і домігся згоди Гітлера на це. Ріхтгофен уникав конфронтації, тому що Гітлер любив та щиро поважав його. Через чотири дні Ріхтгофена було підвищено до генерал-фельдмаршала.

### Подальші події
Лінія фронту на сході могла бути повністю прорвана, проте ситуацію врятувало те, що Червона Армія ще не до кінця засвоїла німецьку тактику ведення війни. За наказом Сталіна вона спробувала відрізати німецькі сили на Кавказі, просуваючись до Ростова, здійснюючи удари також у районі Харкова та Бєлгорода. Це погіршило матеріально-технічне забезпечення радянських військ і дало Манштейну ідеальний шанс для контратаки.
Ріхтгофен тим часом відправив додому вісім своїх найслабших груп на відпочинок і переобладнання, що дозволило перерозподілити залишені машини між сильнішими підрозділами. Прискорилися темпи постачання зброї та оснащення. Ріхтгофен наблизив свої сили до фронту. 1-й повітряний корпус було переведено з Борисполя до Полтави. 4-й повітряний корпус був переведений на Кубань, а 5-й повітряний корпус був перекинутий до Дніпропетровська. Ці сили мали підтримувати 1-у танкову армію та 4-у танкову армію. 21 лютого було здійснено 1145 вильотів, а наступного дня – ще 1486. За підтримки авіації Манштейн оточив і знищив велику кількість ворожих сил під Харковом, стабілізувавши фронт. Протягом весни та початку літа 1943 року Ріхтгофен почав готувати свій авіаційний флот до операції «Цитадель» і Курської битви. Проте в ній він участі не взяв. Третя битва під Харковом виявилася його останньою битвою в Радянському Союзі, далі його перекинули до Середземного моря, щоб проводити авіаційні операції там.

## Смерть
Протягом 1944 року Ріхтгофен постійно страждав через головний біль і виснаження. У жовтні стало відомо, що в нього пухлина мозку. Його відправили до лікарні Люфтваффе у Бад-Ішлі в Австрії. 27 жовтня 1944 року його прооперував провідний нейрохірург Вільгельм Тенніс, колишній професор Вюрцбурзького університету, який був одним із найвидатніших німецьких спеціалістів. Операція пройшла успішно, але прогресування пухлини лише сповільнилося. У листопаді 1944 року Ріхтгофена було офіційно звільнено від командування військами в Італії та переведено до резерву. Його стан стабільно гіршав на початку 1945 року. Коли Німеччина капітулювала 8 травня 1945 року, лікарню захопила 3-я американська армія, а Ріхтгофен став військовополоненим. Він помер у полоні 12 липня 1945 року.

## Нагороди
- Залізний хрест
  - 2-го класу (21 вересня 1914)
  - 1-го класу (червень 1918)
- Нагрудний знак військового пілота (Пруссія)
- Пам'ятний знак пілота (Пруссія)
- Почесний хрест ветерана війни з мечами
- Медаль «За вислугу років у Вермахті» 4-го, 3-го, 2-го і 1-го класу (25 років)
- Пам'ятна нарукавна стрічка «Винищувальна ескадра барона фон Ріхтгофена №1 1917/18»
- Почесний кинджал офіцерського корпусу 88-ї винищувальної групи (Іспанія; 1938)
- Медаль «За Іспанську кампанію» з діамантами (Іспанія)
- Нагрудний знак пілота (Іспанія)
- Військова медаль (Іспанія) з діамантами (6 червня 1939)
- Іспанський хрест в золоті з мечами і діамантами (6 червня 1939)
- Нагрудний знак пілота (Італія)
- Застібка до Залізного хреста
  - 2-го класу (12 вересня 1939)
  - 1-го класу (25 вересня 1939)
- Комбінований Знак Пілот-Спостерігач в золоті з діамантами (серпень 1940)
- Лицарський хрест Залізного хреста з дубовим листям
  - лицарський хрест (10 травня 1940)
  - дубове листя (№26; 17 липня 1941)
- Нарукавна стрічка «Крит»
- Орден Михая Хороброго (Румунія)
  - 3-го класу (29 липня 1942)
  - 2-го класу (15 лютого 1943)
- Медаль «За зимову кампанію на Сході 1941/42»
- Кримський щит
- 8 разів відзначений у Вермахтберіхт (20 червня 1940; 21 жовтня 1941; 19 травня 1942; 20 травня 1942; 2 липня 1942; 12 серпня 1942; 20 березня 1943)